# Sagara Chian

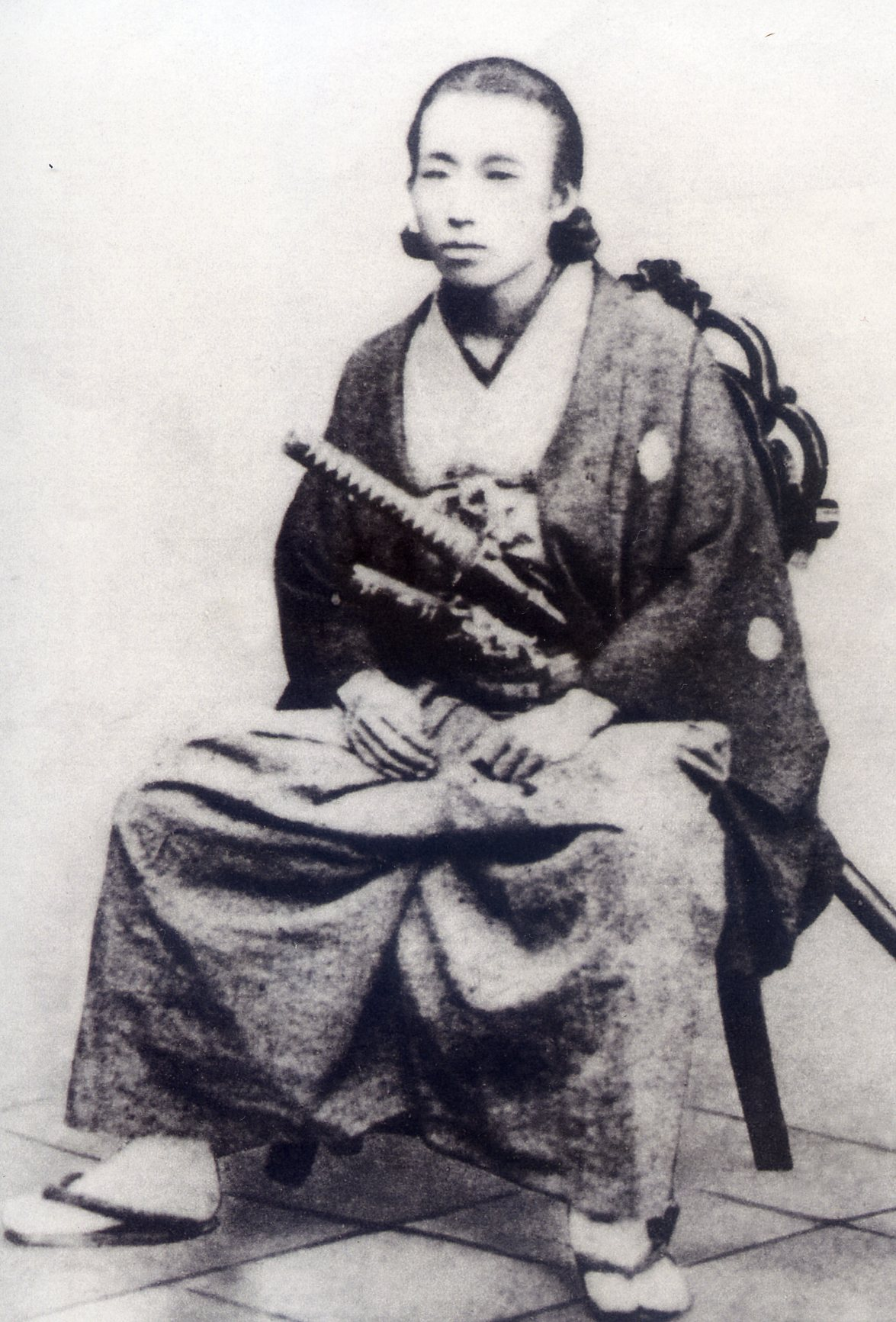
Sagara Chian in Nagasaki

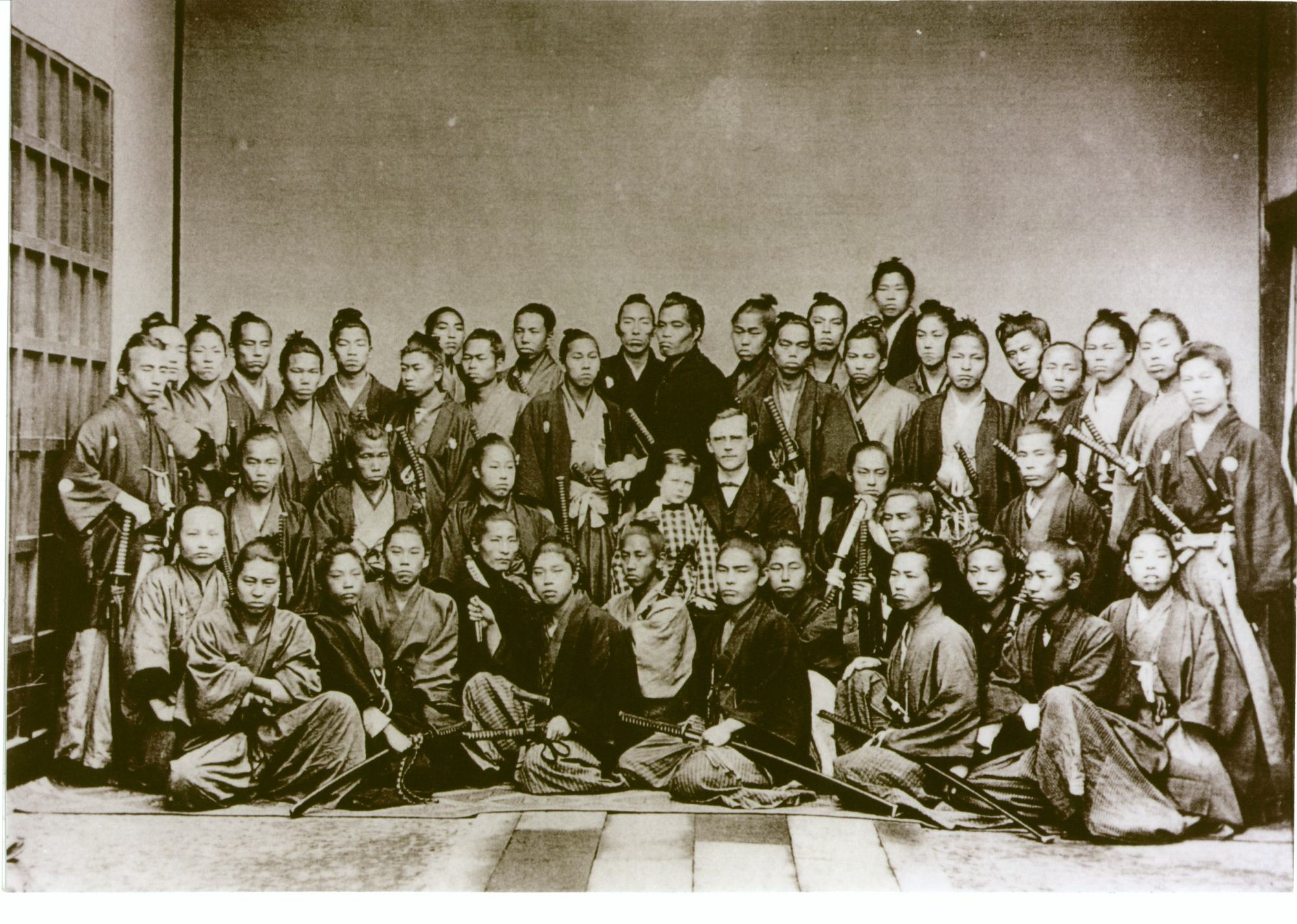
Verbeck und seine Schüler. Sagara Chian steht auf der linken Seite in der dritten Reihe

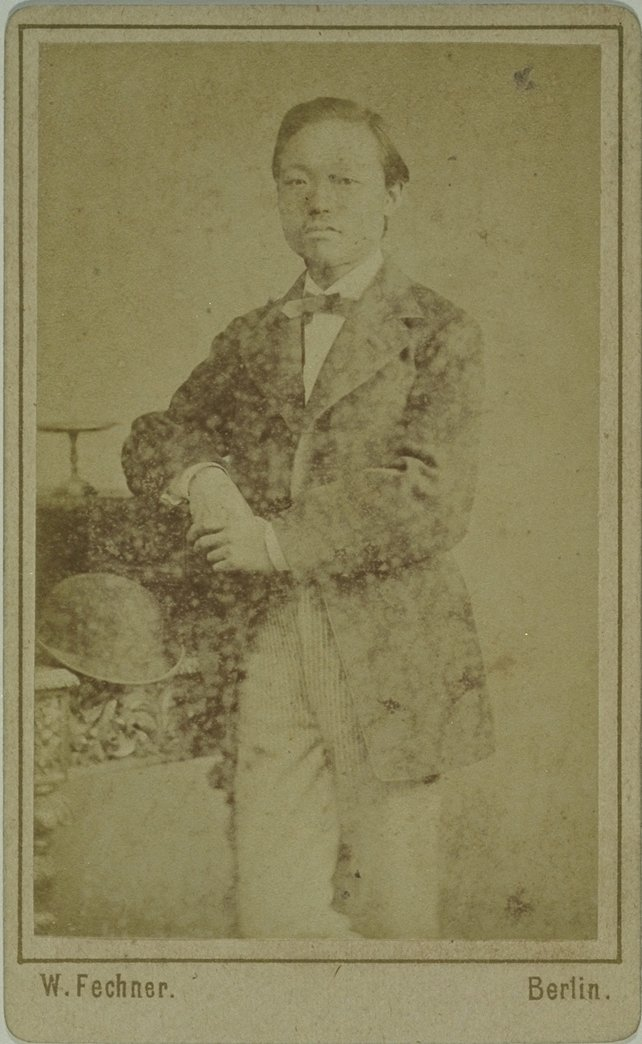
Sagara Chians Bruder Motosada, einer der ersten japanischen Studenten in Berlin († 1875)

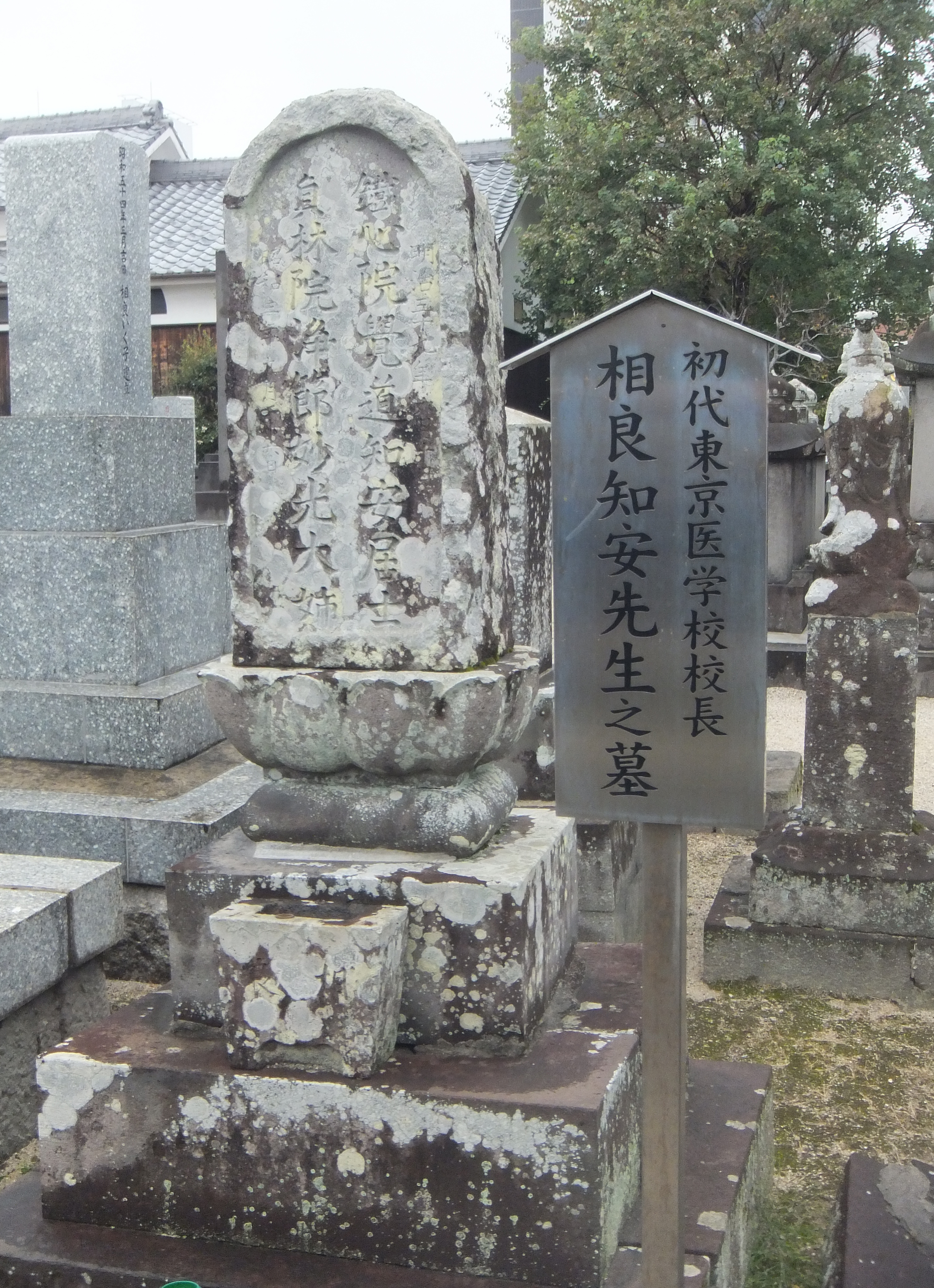
Grab von Sagara Chian im Jōun-Temple (Saga)

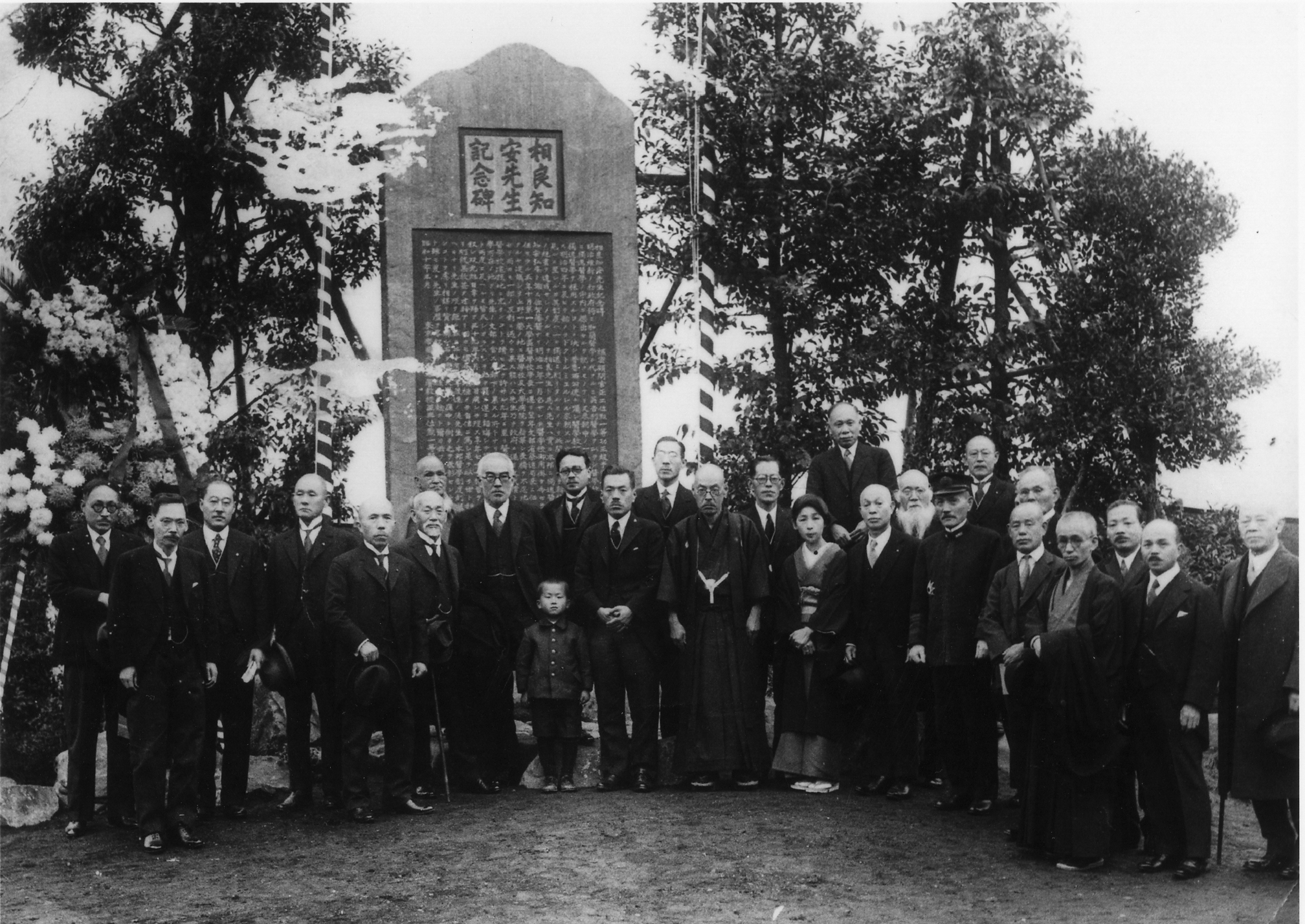
Einweihungszeremonie für den Sagara Chian Gedenkstein in der Fakultät für Medizin, Tokyo Universität (1935)

Sagara Chian (相良 知安; * 1. April 1836 in Yae, Provinz Hizen; † 10. November 1906 in Tōkyō), teilweise auch nicht korrekt Sagara Tomoyasu, war ein japanischer Arzt, Bürokrat und Reformer, der gegen heftigen Widerstand erreichte, dass sich Japan 1870 für die Modernisierung der Medizin nach deutschem Vorbild entschied.

## Leben
Sagara Chian wurde 1836 (jap. Kalender: Tenpō 7) als dritter Sohn des Arztes Sagara Ryūan (柳庵) im Dorf Yae (八戸村) des Distrikts Saga (Provinz Hizen), heute Teil der Stadt Saga) geboren, wo die Familienhäupter seit Generationen als Chirurgen im Dienste des Lehens standen. Die Familie wechselte während seiner Kindheit zweimal den Wohnort, doch lag dieser wie im Falle von Yae nicht weit vom Schloss entfernt. Sein Kindheitsname war Hirōsaburō (広三郎), später nannte er sich Bunkei (文慶), dann Kōan (弘庵) und schließlich Chian. Da der Vater als Chirurg ein nur mäßiges Einkommen erhielt, wuchs Chian in bescheidenen Verhältnissen auf, ebenso wie der in unmittelbarer Nachbarschaft lebende, zwei Jahre ältere Etō Shimpei (江藤 新平, 1834–1874), der gleichermaßen seinen Namen in der Geschichte der Meiji-Zeit hinterließ.
Über Sagaras Kindheit ist bis auf eine Pockenerkrankung nichts überliefert. Im Alter von 16 Jahren begann Sagara mit dem Besuch der Schule des Lehens (Kōdōkan, 弘道館), in der er eine Ausbildung im chinesischen Schrifttum und anderen klassischen Disziplinen erhielt. Unter seinen Mitschülern war der spätere Gründer der Waseda-Universität und Staatsmann Ōkuma Shigenobu. Im selben Jahr gründete der Landesherr Nabeshima Naomasa (鍋島 直正) eine Schule für Hollandkunde (rangaku). Unter den für diese neuen Institution auserwählten Schülern war Sagara, der unter der Anleitung von Ōba Zessai (大庭 雪斎, 1805–1873) das Studium der holländischen Sprache aufnahm. 1858 wurde in Saga eine Schule für Medizin (Kōseikan, 好生館) eingerichtet. Sagara erhielt hier eine medizinische Ausbildung, die er 1861 bei Satō Takanaka (佐藤 尚中) in der Schule Juntendō (順天堂) in Sakura fortsetzte. Nach nur zwei Jahren stieg er in Anerkennung seiner Leistungen zum Leiter (jukutō, 塾頭) dieser Schule auf, die seinerzeit neben Ogata Kōans Tekitekisaijuku (適々斎塾) in Ōsaka zu den besten Einrichtungen ihrer Art in Japan zählte. Hier knüpfte Sagara enge Beziehungen zu einigen Persönlichkeiten, die später eine wichtige Rolle in der Modernisierung der japanischen Medizin spielen sollten: Iwasa Jun (岩佐 純) aus dem Lehen Fukui, Hasegawa Tai (1842–1912) aus dem Lehen Nagaoka (Provinz Echizen), Shiba Ryūkai (司馬 凌海) von der Insel Sado und Sasaki Tōyō (佐々木 東洋) aus Edo. 1863 ging Sagara auf Anordnung aus Saga nach Nagasaki, wo der niederländische Marinearzt Anthonius Franciscus Bauduin (1820–1885) als Nachfolger des Pioniers Johannes Pompe van Meerdervort die Modernisierung der medizinischen Ausbildung und Therapie vorantrieb. Auch hier stieg er bald zum japanischen Leiter der seit 1865 Seitokukan (精得館) genannten Einrichtung auf.
1865 gründete das Lehen Saga, das zusammen mit dem Lehen Fukuoka für die Sicherheit des Seegebiets vor der Reichsdomäne Nagasaki zuständig war, in Nagasaki eine Sprachschule (Chienkan, 致遠館), an der der niederländisch-amerikanische Missionar Guido Verbeck (1830–1890) für eine Ausbildung im Englischen sorgte.
1867 ging Chian nach Saga zurück, wurde Assistenzprofessor (教導方差次) in der Lehensschule Kōseikan und Leibarzt des Landesherren Naomasa, mit dem er 1868 nach Edo zog.
In diesem Jahr brach die Herrschaft der Tokugawa-Shogune, die nahezu 270 Jahre angedauert hatte, im Zuge der sogenannten Meiji-Restauration endgültig zusammen. Unter den neuen Entscheidungsträgern findet man zahlreiche ehemalige Samurai der mittleren Ränge, besonders aus den vergleichsweise fortschrittlichen Lehen in Kyushu und Tosa (Shikoku).
1869 wurden Sagara Chian und der oben genannte Iwasa Jun mit der Reform des Medizinalwesens beauftragt. Sagara, der sich als eine Art Staatssekretär für Hochschulangelegenheiten (daigakugon daijō, 大学権大丞) primär um die Ausbildung der Ärzte kümmerte, war im Laufe seiner langen Studien zur Überzeugung gelangt, dass die deutsche Medizin für Japan das beste Modell bot. Ihm zufolge handelte es sich bei der Mehrzahl der bislang aus dem Holländischen übersetzten Bücher um deutsche Werke. Deutsche Forscher wie Virchow, Koch, Krebs usw. hätten bahnbrechende Entdeckungen gemacht. Auch der zu diesem Zeitpunkt als Lehrkraft an der 1869 gegründeten neuen Medizinischen Hochschule in Tokyo wirkende Verbeck und Sagaras Gefährten aus alter Zeit Ōkuma Shigenobu, Soejima Taneomi und Etō Shinpei  unterstützten diese Sicht. Es gab jedoch unter dem Eindruck der großen Verdienste, die sich der Arzt William Willis (1837–1894) bei der Versorgung der Verletzten in den Kämpfen der Umbruchjahre erworben hatte, wie auch der energischen Fürsprache des englischen Gesandten Harry Smith Parkes (1828–1885) in den Kreisen der Meiji-Regierung namhafte Anhänger der britischen Medizin wie Saigo Takamori, Yamauchi Yōdō (山内容堂), Ōkubo Toshimichi und Fukuzawa Yukichi.
Die nur bedingt unter medizinischen Aspekten geführte Auseinandersetzung endete mit einem Sieg Sagaras und seiner Unterstützer. Im Oktober 1869 beschloss das Kabinett die Einführung der deutschen Medizin. Willis, der bereits als Professor an der neuen Hochschule in Tokyo wirkte und nun störte, erhielt eine Berufung ins ferne Kagoshima, wo er die Grundlagen für die spätere medizinische Fakultät der Universität Kagoshima legte.
1870 wurden die ersten neun Japaner mit einem Stipendium der Regierung zum Studium nach Berlin entsandt. Einer davon war Sagara Chians jüngerer Bruder Motosada, der Medizin bis zur Promotion studierte. Zugleich erging an den preußischen Ministerresidenten Maximilian August Scipio von Brandt (1835–1920) ein Gesuch um die Entsendung zweier deutscher Ärzte. Im Mai fiel die Entscheidung für den Militärarzt Benjamin Karl Leopold Müller und den Marinestabsarzt Theodor Eduard Hoffmann, doch der Deutsch-Französische Krieg verzögerte die Abreise, so dass beide erst im August 1871 in Yokohama eintrafen und ihre Tätigkeit an der Medizinischen Hochschule in Tokyo aufnahmen. Im Laufe des folgenden Jahrzehnt kam 13 Lehrkräfte aus dem deutschen Sprachraum nach Japan.
In diesen Jahren der Machtkämpfe und Intrigen blieb Sagara, der sein Ziel gegen heftigen Widerstand erreicht hatte, nicht ungeschoren. Einer seiner Untergebenen geriet in den Verdacht finanzieller Unregelmäßigkeiten, und auch Sagara wurde zwischenzeitlich festgenommen. Er erreichte jedoch 1872 seine Freiheit wieder und stieg zum ersten Rektor der Medizinischen Hochschule Nr. 1 auf. Sein Einfluss wuchs weiter mit der Ernennung zum Leiter des Medizinalamts (imukyoku, 医務局) im Kulturministerium und zugleich zum Leiter des Bauamts (chikuzōkyoku, 築造局). In dieser Funktion entwarf er die Statuten des neuen Medizinalwesens (isei ryakusoku, 医制畧則), doch wurde er 1873 plötzlich von allen Aufgaben befreit. Sein Nachfolger im Medizinalamt war Nagayo Sensai (長与専斎), ein ebenfalls von der deutschen Medizin angetaner Arzt und Politiker. Nagayo übernahm Sagaras Entwurf und sorgte dafür, dass dieser nahezu unverändert durch Proklamation 1874 in Kraft trat.
Die Gründe für Sagaras Entlassung sind nicht zufriedenstellend geklärt. Er war nicht der einzige, dessen Lebenslauf in diesen Jahren des Umbruchs derartige Wendungen nahm. Die folgenden Jahre verbrachte er im Ministerium ohne spezifische Aufgaben. 1885 zog er sich aus allen Positionen in den endgültigen Ruhestand zurück.
Sagara, der Frau und Kinder in Kyushu zurückgelassen hatte, kehrte dennoch nicht zur Familie zurück. Die nun folgenden häufig wechselnden Adressen in Tokyo signalisieren einen raschen sozialen Abstieg. Schließlich gab Sagara sogar jegliche ärztliche Tätigkeit auf und bestritt seinen Lebensunterhalt mit dem Stellen von Orakeln im chinesischen Stil. Im Jahre 1906 verstarb er an einer Virusgrippe. Seine letzte Ruhestätte fand er im Friedhof des Jōun-Tempels (Jōun-in, 城雲院) in Saga.
Im April 2012 schuf die Präfektur Saga in Kooperation mit der Fakultät für Medizin der  Universität Tokyo den "Itō Genboku - Sagara Chian Förderpreis".